# NGC 7652
NGC 7652 is een spiraalvormig sterrenstelsel in het sterrenbeeld Toekan. Het hemelobject werd op 28 oktober 1834 ontdekt door de Britse astronoom John Herschel.

## Synoniemen
- ESO 148-11
- AM 2322-580
- PGC 71402